# Bauhofen
Bauhofen ist ein Ortsteil der Gemeinde Ziemetshausen im schwäbischen Landkreis Günzburg.

## Geographie
Das Dorf liegt circa einen Kilometer südlich von Ziemetshausen und ist über eine kleine Gemeindestraße von Muttershofen aus zu erreichen. Die Straße endet in Bauhofen und ist ab dort für Kraftfahrzeuge nicht mehr befahrbar. Der Ort ist als Straßendorf ausschließlich an den beiden Dorfstraßen gelegen.
Durch Bauhofen fließt der Lauterbach, über dem Ort im Norden liegt das Schloss Seyfriedsberg, östlich liegt der Lettenberg.

## Geschichte
Im Zuge der Verwaltungsreformen in Bayern entstand mit dem Gemeindeedikt von 1818 die Gemeinde Muttershofen, zu der das Dorf Bauhofen und der Weiler Roppeltshausen gehörte.
Im Zuge der Bayerischen Gebietsreform wurde die bis dahin selbstständige Gemeinde Muttershofen mit ihren Ortsteilen am 1. Juli 1972 nach Ziemetshausen eingemeindet.
Muttershofen, Bauhofen und Roppeltshausen gehören zur katholischen Pfarrei Sankt Peter und Paul in Ziemetshausen.

## Flugzeugabstürze 1943 und 1976
In Bauhofen ereigneten sich zwei Flugzeugabstürze:
Am 28. Juni 1943 stießen nördlich von Bauhofen sechs Flugzeuge eines Bomberverbands der Wehrmacht zusammen (siehe Flugzeugabsturz über Schwaben). Fünf Flugzeuge stürzten in den Wald und ein Flugzeug konnte am Flugplatz Lechfeld notlanden. 18 Soldaten kamen dabei ums Leben. Ein Holzkreuz am Absturzort erinnert heute an die gefallenen Soldaten.

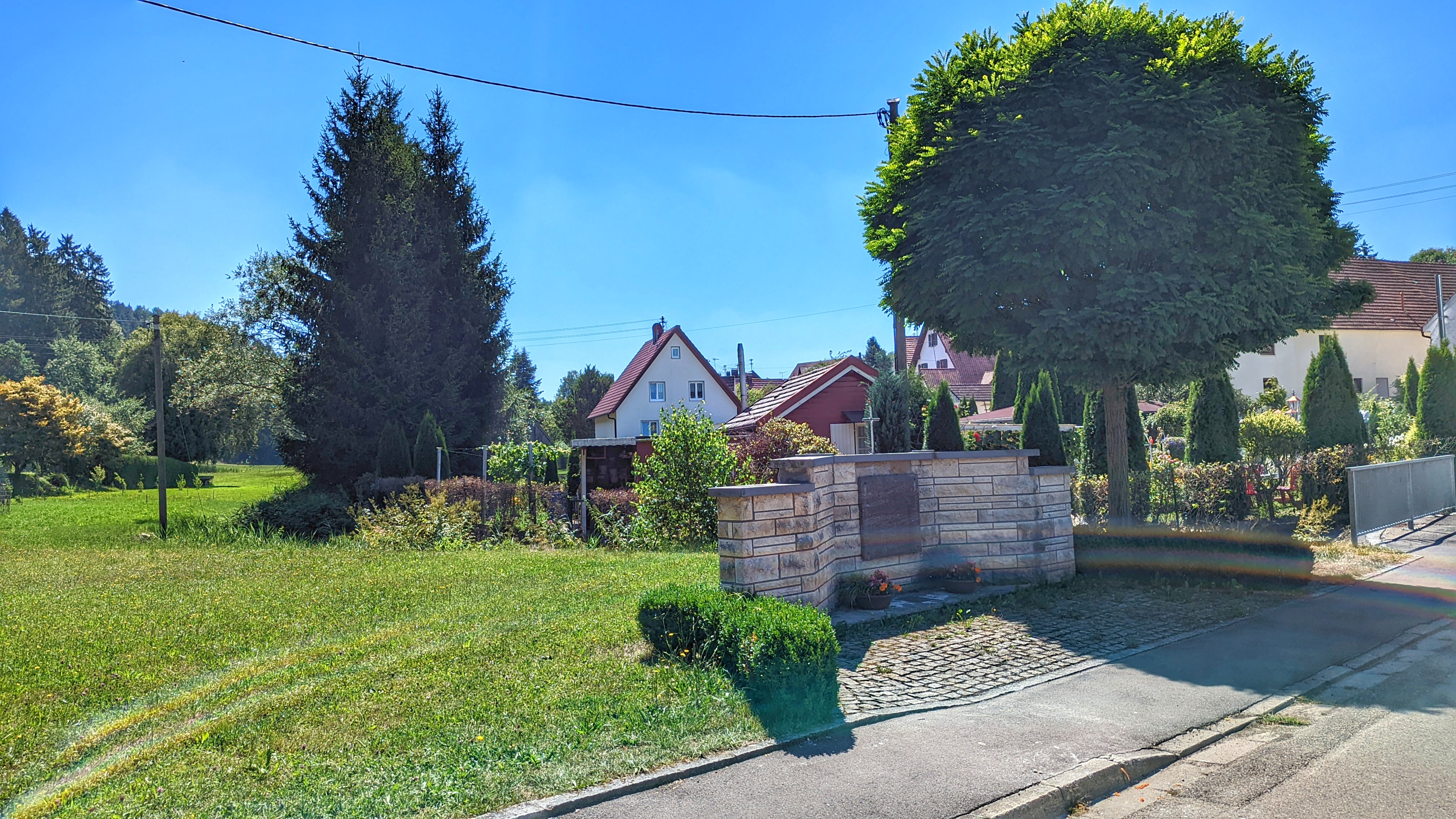
Denkmal an der Absturzstelle in der Dorfmitte

Am 22. November 1976 verunglückte ein Aufklärungsflugzeug HFB 320 ECM mit dem deutschen militärischen Kennzeichen 16+22 nahe Ziemetshausen, nachdem sie mit einer Fiat G.91 der Waffenschule der Luftwaffe 50 (Kennzeichen 34+49) aus Fürstenfeldbruck in der Luft kollidiert war. Die fünf Besatzungsmitglieder des Hansa Jets kamen ums Leben, die beiden Piloten des Kampfjets konnten sich mit dem Schleudersitz retten. Dieser einzige tödliche Unfall mit einer HFB 320 im Betrieb der Bundeswehr – zu dieser Zeit Teil des Fernmeldelehr- und Versuchsregimentes 61 – war darauf zurückzuführen, dass die Besatzung der Fiat G.91 einen zugewiesenen Luftraum für Luftkampfmanöver (sog. temporary reserved airspace) verließ, ohne wie beabsichtigt zu Instrumentenflugregeln (IFR) zurückzuwechseln, und mit dem Heck der nach IFR fliegenden HFB 320 in knapp 3.000 Metern Höhe kollidierte. Der Pilot der G.91 musste sich für den Unfall vor Gericht verantworten. Zwei Soldaten wurden aus dem Flugzeug gerissen und stürzten in der Nähe von Bauhofen in den Tod. Das Wrack der HFB 320 schlug mit den drei anderen Besatzungsmitgliedern mitten in Bauhofen auf einer Wiese im Zentrum des Ortes, nur wenige Meter von Häusern entfernt auf und geriet in Brand. Auf einer angrenzenden Baustelle arbeitende Bauarbeiter sahen den Absturz und konnten sich in Sicherheit bringen, von den Einwohnern kam niemand zu Schaden.

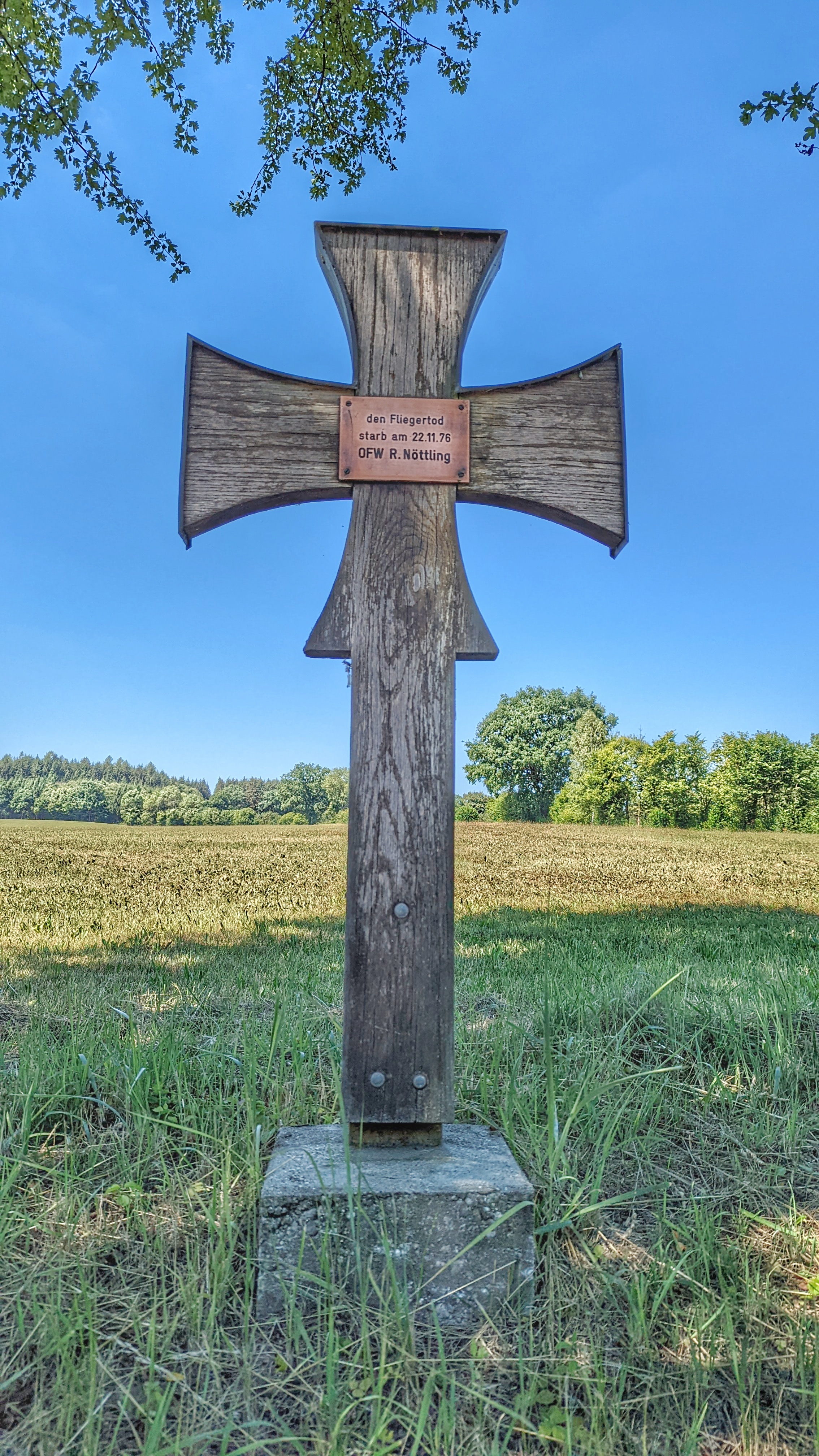
Feldkreuz an der Fundstelle von Oberfeldwebel R. Nöttling

Die Bauhofener Bürger errichteten an der Absturzstelle 1977 in Eigenregie und auf eigene Kosten ein Denkmal für die getöteten Soldaten. An der Stelle, an der einer der aus dem Flugzeug gerissenen Soldaten starb, wurde ein Holzkreuz errichtet.